# Ajsza
Ajsza (arab. عيشة) – wieś w Syrii, w muhafazie Aleppo. W 2004 roku liczyła 1332 mieszkańców.